# Rodiče a děti Kadaně
RADKA z.s., dříve Rodiče a děti Kadaně se zkratkou RADKA je zapsaný spolek (dříve občanské sdružení) sídlící v Kadani, který byl založen v roce 2003. Od roku 2004 je členem Sítě pro rodinu a získal ocenění Společnost přátelská rodině.
Jeho náplní jsou služby pro rodiny s dětmi, mládež, dospělé i seniory z okolí Kadaně a Klášterce nad Ohří. Je určen lidem, kteří mají zájem se rozvíjet a aktivně trávit volný čas.
Spolek původně vznikl jako mateřské centrum, kde se scházeli rodiče s dětmi, ale brzy se rozrostl o další centra – plavecké, dobrovolnické, vzdělávací, mládežnické a pro zahraniční spolupráci, a nadále flexibilně reaguje svými službami na poptávku obyvatel. V letech 2009–2020 poskytoval také sociální služby.
Ke svému financování využívá dotace od státu, kraje i nadací, ale také vlastní příjmy za poskytované aktivity či dary a sponzorskou pomoc. Jde o neziskovou veřejně prospěšnou organizaci s transparentními účty.
Spolek má každoročně cca 600 členů a cca 80 dobrovolníků a zaměstnává cca 20 pracovníků.
V roce 2021 získal od Nadace rozvoje občanské společnosti ocenění 2. nejlepší velká neziskovka roku v Česku.

## Historie
- 2004 – vybudování Hřiště pro nejmenší
- 2005 – první evropský projekt
- 2006 – zahájení činnosti Dobrovolnického centra
- 2007 – vznik Vzdělávacího centra
- 2008 – vybudování hřiště Zahrádka
- 2009 – zahájení činnosti Sociálního centra
- 2010 – vybudování mateřské školy Začít spolu Kadaň
- 2011 – tvorba Komunitního plánu Kadaně a Klášterce nad Ohří 2012–2016
- 2012 – vybudování Plaveckého centra
- 2013 – registrace školské právnické osoby
- 2014 – vytvoření centra zahraniční spolupráce
- 2015 – otevření základní školy Začít spolu
- 2016 – rozšíření aktivit i do sousedního Klášterce nad Ohří
- 2017 – vybudování Jeslí Klášterec
- 2018 – vybudování mládežnického klubu
- 2019 – akreditace ESC Mládež
- 2020 – pomoc proti pandemii
- 2021 – ocenění 2. neziskovka roku v ČR
- 2022 – pomoc migrantům z Ukrajiny